# Upplands Väsby község
Upplands Väsby község (svédül: Upplands Väsby kommun) Svédország 290 községének egyike. Stockholm megyében található, székhelye Upplands Väsby.

## Települések
A község települései:
| Település                | Népesség | Megjegyzés         |
| ------------------------ | -------- | ------------------ |
| Ekeby                    | 258      |                    |
| Löwenströmska lasarettet | 518      |                    |
| Stockholm                | 0        | [ 3 ]              |
| Upplands Väsby           | 37594    | a község székhelye |